# Franz von Hruschka

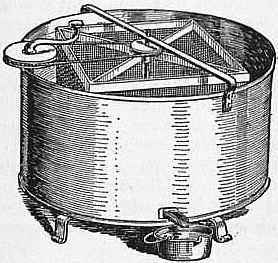
Medomet Franze von Hruschky

Franz von Hruschka (12. března 1819 Vídeň – 8. května 1888 Benátky) byl voják, včelař a hoteliér. Vynalezl medomet, což zásadně ovlivnilo zootechniku včelaření.

## Životopis
Narodil se ve Vídni, dětství prožil střídavě v Českých Budějovicích a Štýrském Hradci.
Poprvé přišel do styku se včelami ještě jako chlapec u svého dědečka v Bravanticích na Novojičínsku.
Ve čtrnácti letech po vzoru svého otce se dal na vojenskou dráhu. V osmadvaceti letech nastoupil v hodnosti poručíka k námořnictvu, avšak brzy se vrátil na pevninu k pěchotě. V té době vyženil docela slušný majetek. Manželka Antonie roz. Albrechtová přinesla do manželství vlastnictví realit: palác Brandolin-Rotta v Benátkách stojící na pravém břehu kanálu Grande před mostem Rialto (dnes č. 1789) a statek v Dolo nedaleko Benátek. V roce 1857 se Hruschka stal vrchním velitelem posádky v Legnagu u Benátek.

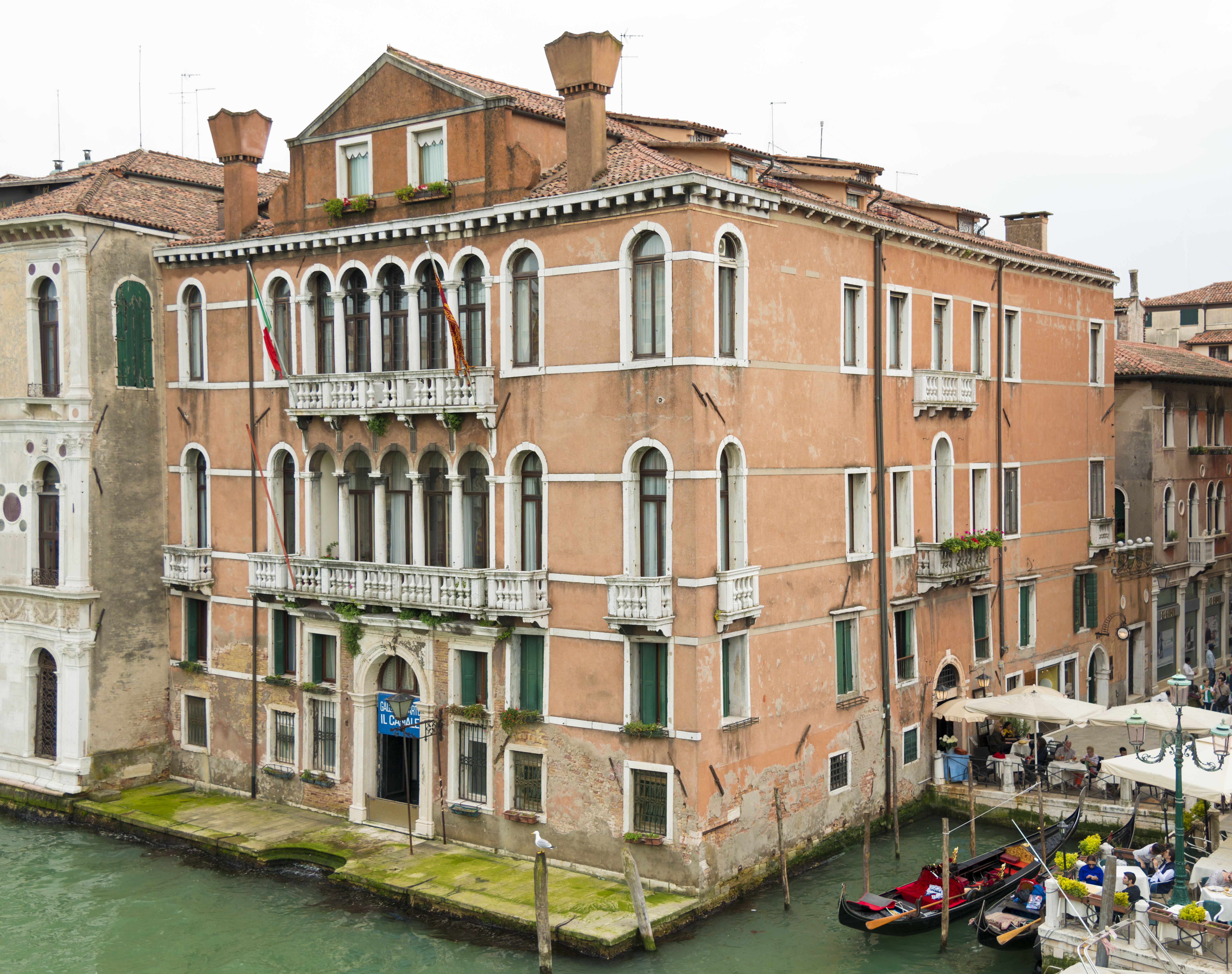
Palác Brandolin Rota v Benátkách

Nové společenské postavení mu konečně umožnilo plně se věnovat včelařství. Zakrátko měl na svém statku v Dolo na tři sta včelstev, najal včelmistra a zařídil si truhlářskou dílnu.

### Vynález medometu
Hruschka byl všímavý a přemýšlivý. Zasloužil se o mnohá zlepšení ve včelařské praxi. Své poznatky publikoval v odborných časopisech. Věhlasu a zasloužené pozornosti se mu však dostalo především za vynález medometu.
V září roku 1865 představil Franz Hruschka na 14. schůzi německých a rakouských včelařů v Brně (Lidická 50) svůj vynález a dostal za něj od italských včelařů zlatou medaili.

### Neúspěšný závěr života
Dosavadní úspěchy vedly Franze Hruschku k dalším podnikatelských aktivitám. Pokusil se provozovat hotel, avšak krach na vídeňské burze v roce 1873 zhatil všechny jeho další plány a očekávání. Splácení dluhů připravilo Hruschku o venkovský statek i o dům v Benátkách. A dokonce musel prodat i zlatou medaili za svůj vynález. Život v nouzi, nemoci a rezignaci ukončila až smrt. Pohřben byl jako velitel posádky v. v. s náležitými vojenskými poctami.

## Pamětní deska
Město Dolo na Hruschku skoro zapomnělo. Včelařský odborník Ing. Haragsim pátral v Itálii po stopách, které snad Hruschka zanechal. Za spolupráce s místním občanem Luigim Artusi byla v Dolo nalezena pamětní deska, kterou doloští včelaři v roce 1936 věnovali památce Hruschky. Dnes je opět na svém původním místě na průčelí radnice města Dolo.